# Violaceae
Violaceae, a família das violetas, contém cerca de 26 gêneros e 900 espécies de plantas herbáceas, arvoretas, arbustos ou menos frequentemente lianas. Em regiões temperadas predominam as espécies do gênero herbáceo Viola, enquanto os trópicos concentram a maior diversidade genérica da família, com representantes predominantemente lenhosos.
Galhos de especies do gênero Rinorea são consumidos como "plantas de mascar" na África Ocidental. Viola odorata tem rizomas e sementes, que são venenosos, mas também dela são extraídos diversos óleos essenciais aromáticos.

## Sinonímia
Alsodeiaceae J.G. Agardh, Leoniaceae DC., Retrosepalaceae Dulac.

## Mitologia
O nome latino de "violeta" é Viola, forma latina do grego Ione. Ione era amada por Júpiter, que, para evitar o ódio de Juno, sua esposa, transformou Ione em uma vitela. Ione chorava enquanto pastava, e de suas lágrimas nasciam violetas. A violeta é considerada uma planta de reverência à deusa Afrodite. Fora no passado, simbolo de fertilidade, e componente frequente de filtros de amor.
Era o símbolo da cidade de Atenas, onde servia para adoçar alimentos.  Os romanos faziam vinhos de violetas. Plinio, o Velho, aconselhava o uso de coroa de violetas para curar dores de cabeça e tonturas, principalmente se eram resultadas por uso excessivo de bebidas alcoólicas. Hoje em dia, sabe-se que ela contém um glicosídeo do ácido salicílico, cuja fórmula sintética é utilizada na Aspirina.
Para Napoleão, era o emblema de seu partido, por ser a flor favorita de sua esposa Imperatriz Josefina.

## Gêneros
| - Afrohybanthus - Agatea - Allexis - Amphirrhox - Anchietea - Calyptrion - Decorsella | - Fusispermum - Gloeospermum - Hekkingia - Hybanthus - Hybanthopsis - Hymenanthera - Isodendrion | - Ixchelia - Leonia - Mayanaea - Melicytus - Noisettia - Orthion - Paypayrola | - Pombalia - Rinorea - Rinoreocarpus - Schweiggeria - Viola |

## Ecologia
Violaceae é notavelmente comum em termos do mesmo número de espécies e indivíduos com hastes de até 10 cm ao longo da flora arbórea Amazônica, e são comuns nas 227 espécies que possuem até 5 cm de haste. O gênero Rinorea é comum e pode dominar o extrato inferior das florestas Africanas, e várias espécies podem crescer em conjunto.
As espécies herbáceas possuem folhas que estão agregadas na base, com capacidade de suporte e escalada. São mesofíticas ou helofíticas. O gênero mais conhecido das zonas temperadas Viola é mirmecórico, e utiliza do mecanismo de mirmecoria como forma de dispersão de sementes por grandes vertebrados. Mecanismos de anemocoria (dispersão pelo vento), são típicos de espécies tropicais.
Violaceae são o alimento favorito de lagartas na maioria das Agraulis vanillae. Na África, estima-se que metade das especies de nereis ocorriam em Rinorea, Salicaceae e Kiggelariaceae são catalogadas como hospedeiras destes organismos.

## Distribuição Fitogeográficano Brasil

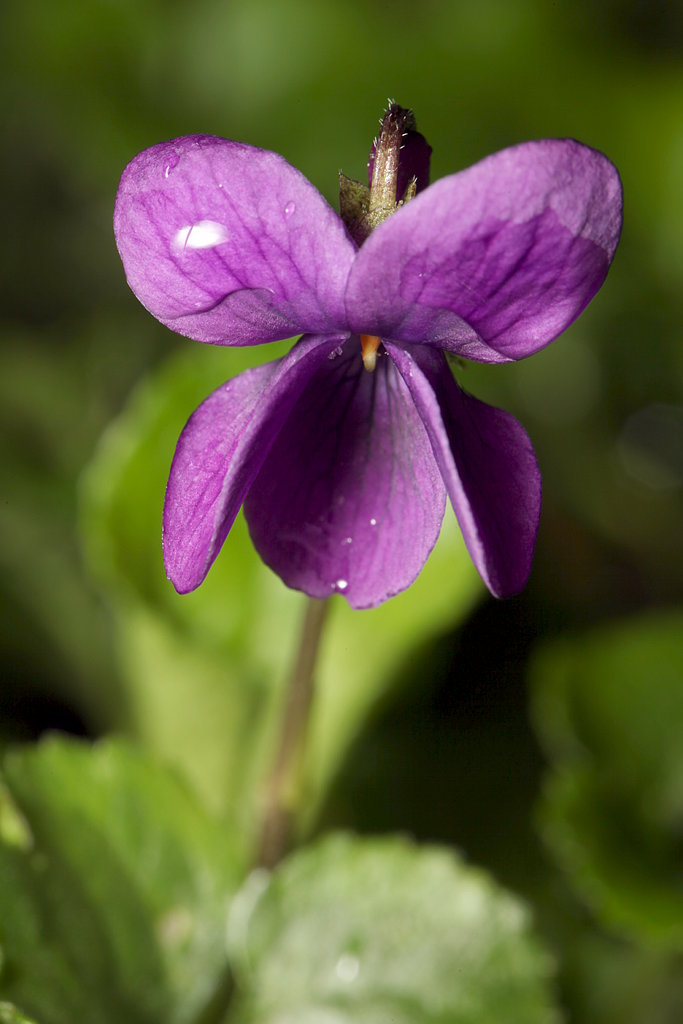
Uma flor de Viola odorata

### Ocorrência Regional no Brasil
Norte: Acre, Amazonas, Amapá, Pará, Rondônia, Roraima, Tocantins.
Nordeste: Alagoas, Bahia, Ceará, Maranhão, Paraíba, Pernambuco, Piauí, Rio Grande do Norte, Sergipe.
Centro-oeste: Distrito Federal, Goiás, Mato Grosso do Sul, Mato Grosso.
Sudeste: Espírito Santo, Minas Gerais, Rio de Janeiro, São Paulo.
Sul: Paraná, Rio Grande do Sul, Santa Catarina.

### Domínios Fitogeográficos no Brasil
Amazônia, Caatinga, Cerrado, Mata Atlântica, Pampa, Pantanal.

### Tipos vegetacionais
Área Antrópica, Caatinga (stricto sensu), Campinarana, Campo de Altitude, Campo de Várzea, Campo Limpo, Campo Rupestre, Carrasco, Cerrado (lato sensu), Floresta Ciliar ou Galeria, Floresta de Igapó, Floresta de Terra Firme, Floresta de Várzea, Floresta Estacional Decidual, Floresta Estacional Semidecidual, Floresta Ombrófila, Floresta Pluvial, Floresta Ombrófila Mista, Restinga, Vegetação Sobre Afloramentos Rochosos.

## Informações Botânicas

### Sinapomorfiasmorfológicas
Flores levemente monossimétricas, cálice quincuncial, anteras com conectivo formando escamas apicais.

### Raiz
Em vista de um corte transversal esse órgão possui contorno quase circular. Em sua estrutura primária, a epiderme é unisseriada com células de contorno irregular; parênquima cortical formado por células de dimensões e contorno irregulares, sem espaçamentos, imersas no parênquima, onde encontram-se células secretoras.

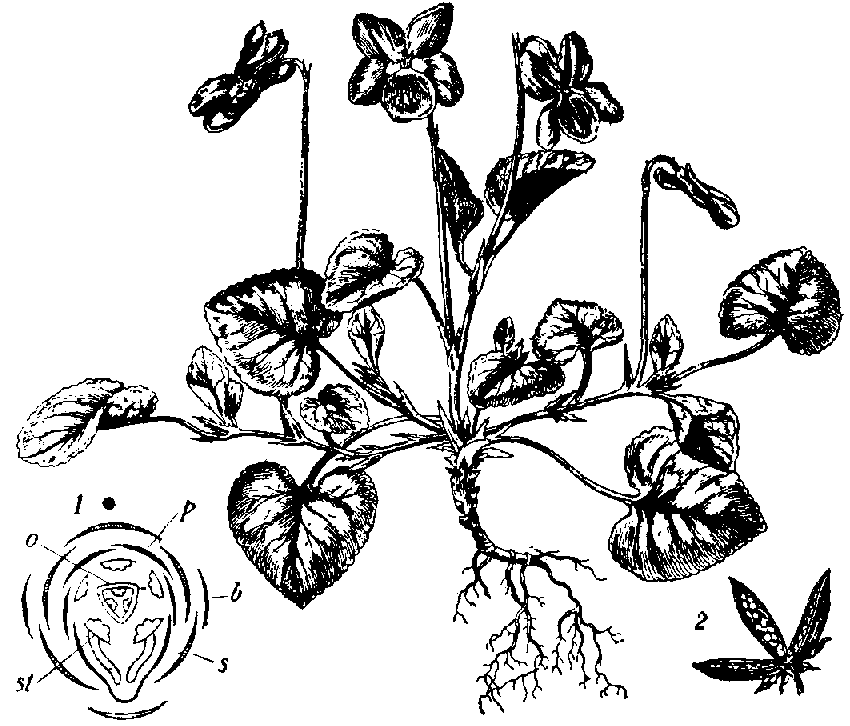
Caracteres morfólogicos do gênero Viola

Delimitando o córtex do cilindro central encontra-se uma camada endodérmica com células de paredes com pequenos espaçamentos, que também é relacionada ao periciclo unisseriado com células de formatos e tamanhos diversos. O sistema vascular apresenta quatro pólos de xilema alternados com floema, caracterizando-se por possuir raiz tetrarca e medula parenquimatosa.
Em estrutura secundária a epiderme é simples, seguida de parênquima cortical com células de contorno uniforme, contendo idioblastos cristalinos e sem espaços intercelulares; endoderme constituída de células com paredes reforçadas, e de tamanho menor que as corticais, delimitando o córtex do cilindro central.
Entre o xilema e floema, disposto de maneira concêntrica, é possível observar a formação de um câmbio vascular e a região central é preenchida por células parenquimáticas de paredes reforçadas.

### Caule
Hastes jovens com entrenós sólidos (ou com entrenós vazados, que normalmente ocorre em espécies herbáceas) tri-lacunares. O tecido vascular primário é um cilindro sem compartimentos, ou com anéis colaterais. Possui pequeno retardamento do crescimento secundário devido à organização dos anéis cambiais. O xilema axial pode conter traqueídeos com inclusão de fibras septadas. A madeira é porosa, composta por poros difusos. Os vasos são diminutos, podendo variar de pequenos a médios; em grande maioria solitários, ou organizados de forma radial.

### Folhas
Folhas alternas ou opostas, simples, com estípulas foliáceas geralmente caducas ou reduzidas a uma pequena saliência, inteiras ou serradas, sem bainha. Podem ser reconhecidas por suas folhas serradas com estípulas, as quais muitas vezes podem ter coloração amarelada com venação elevada.Possuem epiderme mucilagenosa, com estômatos anisociticos ou paraciticos na parte adaxial das folhas. Pode apresentar pêlos. Não possui venação para o transporte de floema nas folhas menores no gênero Viola.
Folhas que sofreram processos de senescência, até mesmo folhas mortas, podem continuar ligadas ao corpo da planta até desenvolverem um aspecto ‘esquelético”. Em algumas espécies albinas como em "Rosulate Violas", as folhas são quase suculentas e arredondadas, formando uma estrutura acolchoada, assemelhando-se morfologicamente muito mais a uma cactácea de que a uma violeta.

### Flores
As flores se estabelecem a partir de diferentes e longas hastes das axilas foliares. A organização da inflorescência é catalogada como: flores solitárias ou dispostas em racemos, panículas, dicásios ou fascículos.

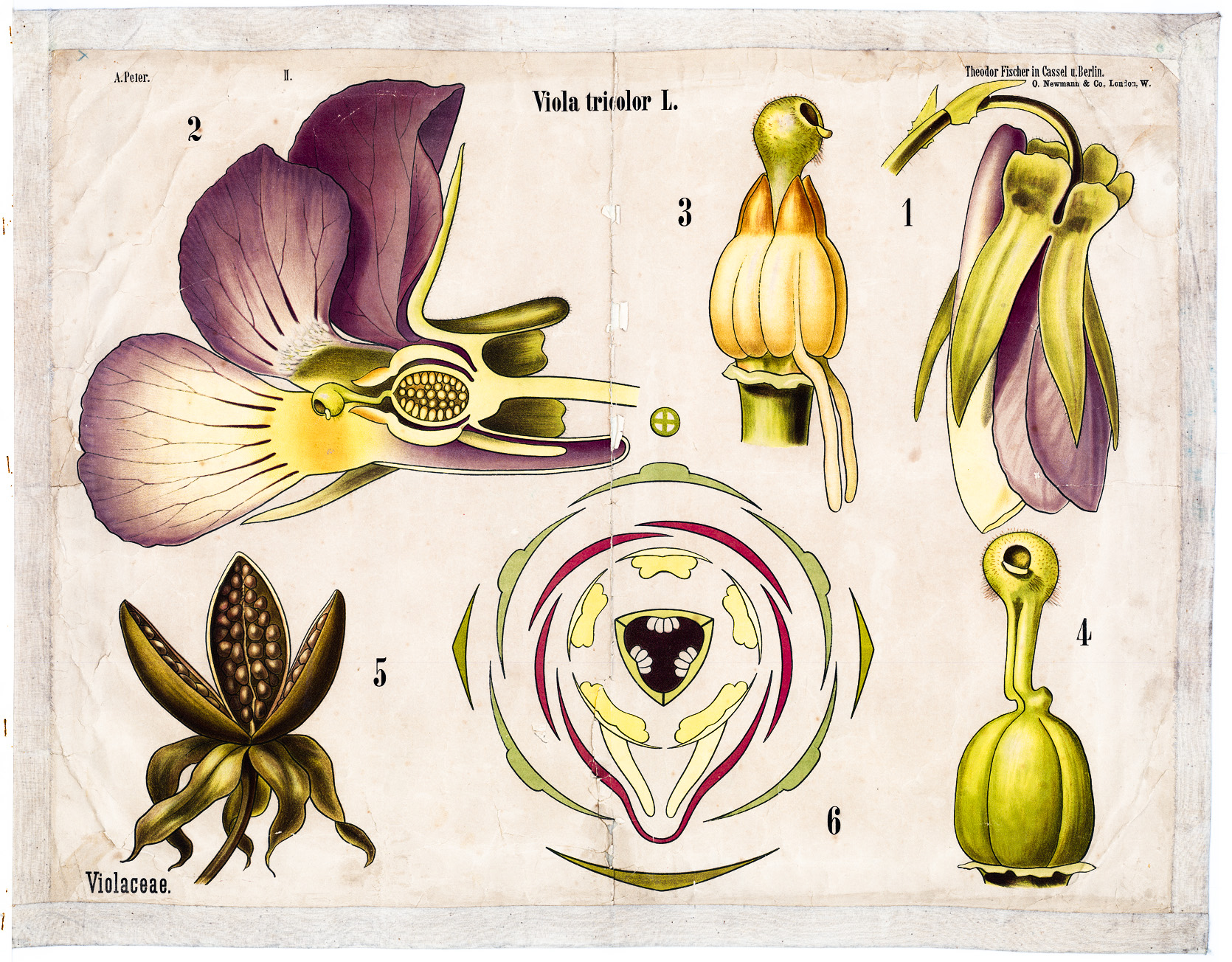
Caracteres morfológicos das flores no gênero Viola

O perianto é diferenciado em cinco distintas e imbricadas sépalas e cinco pétalas. Hipanto ausente. Possuem simetria zigomorfica ou actinomorfa, diclamídeas com cálice gamossépalo e corola dialissépala pentâmeros. Composta por sépalas pentâmeras, persistentes, imbricadas; pétalas pentâmeras, livres, iguais ou desiguais entre si. A pétala inferior é diferenciada e costuma ser calcarada, e contém estames com pequenos filamentos que são bem desenvolvidos,e que estabelecem conexões com o gineceu.
Possuem flores bissexuadas, com alguns membros da família produzem flores incompletas sobre pequenas hastes depois do período padrão de floração. Essas flores possuem abertura incompleta e sofrem processos de auto-polinização, denominadas como flores cleistógamas.
O androceu consiste em cinco estames distintos com anteras que estão fragilmente aderidas ao redor do gineceu. livres ou com os filetes unidos, isomorfos ou frequentemente os dois anteriores providos de uma giba ou calcar conectivo, geralmente composto por um apêndice membranáceo no ápice das anteras. As duas anteras inferiores comumente apresentam apêndices nectáríferos que são projetados atrás dentro do cálcar funcionando como direcionadores de néctar para atração de insetos para polinização.
O gineceu consiste em um único pistilo com 3 a 5 carpelos, com ovário supero, unilocular, tri a penta carpelar, possui placentação parietal, óvulos 1-2 ou numerosos em cada placenta, anátropos, estilete reto com 1 estigma de formas variadas.

### Frutos e Sementes
Fruto com cápsula loculicida e valvar (às vezes com deiscência explosiva) ou baga; sementes 1-2 a numerosas, tomentosas ou glabras, aladas ou com arilo, endosperma farto, embrião reto, com dois cotilédones planos, foliáceos.
Quando capsular, é elasticamente deiscente. A cápsula da semente tem três partes fundidas formando uma única câmara, que em algumas espécies são pontudas e triangulares. A dispersão ocorre quando as cápsulas se abrem em três partes, a partir da explosão que a parede do fruto sofre quando se fecha em torno delas, e as espreme, formando uma “estrela de três pontas”.
Semente endospérmica e oleosa, sendo que, algumas espécies podem ser identificadas pela forma e cor de sua semente que são normalmente arredondadas, de coloração amarelada à castanho.

## Fisiologia eFitoquímica
Os organismos pertencentes ao gênero Viola possuem o metabolismo do tipo C3.
No gênero Ionidium foi registrada a presença de Inulina, e também de outras substancias alcaloides. Flavonóides presentes. Possível acumulo de alumínio também catalogado.

## Relações Filogenéticas
Estudos recentes sugerem que os gêneros Fusispermum e Rinorea formam pequenos clados que são irmãos do restante das Violaceae, e que Goupiaceae é irmão de Violaceae. Porém, pouco é conhecido sobre a morfologia e anatomia desses grandes grupos. A família é considerada monofilética, contudo, as relações filogenéticas dentro deste grupo ainda não estão esclarecidas. Estudos recentes mudaram a compreensão da filogenia de Violaceae por elucidações sobre a morfologia e anatomia dos grupos mais basais.
Dentro de Violaceae, clados como Fusispermum e Rinorea são fortemente embasados como sendo irmãs do restante da familia. Fusispermum é um gênero Neotropical com três especieis, que vão da Costa Rica até o Peru. Em contraste, Rinorea é um gênero pantropical com 49 especies nos trópicos.
Outros fatores do desenvolvimento que afetam o entendimento de sua associação filogenética com as Goupiaceae que abriga espécies da América Central e América do Sul. A posição filogenética de Goupiaceae tem sido pobremente compreendida. Goupia estava incluso em Celastraceae como subfamilia Goupioideae, sendo que posteriormente o gênero foi considerado uma família. Desta forma, Goupia não é mais associada com Violaceae, ou qualquer outra família do clado de organismos com placentação parietal, dentro de Malpighiales.

## Usos
As flores de violetas são utilizadas para fins ornamentais e alimentícios. É cultivada no Sul e Sudeste do Brasil para fins ornamentais.
São melíferas, e utilizadas como Plantas Alimentícias Não Convencionais (PANC) em saladas para um toque colorido e fresco, e quando açucaradas são utilizadas para decoração de sobremesas.